# David Anton Kufahl
David Anton Kufahl (* 29. August 1763 in Güstrow; † 8. November 1831 in Wismar) war ein deutscher Architekt und Baumeister des beginnenden Klassizismus.

## Leben

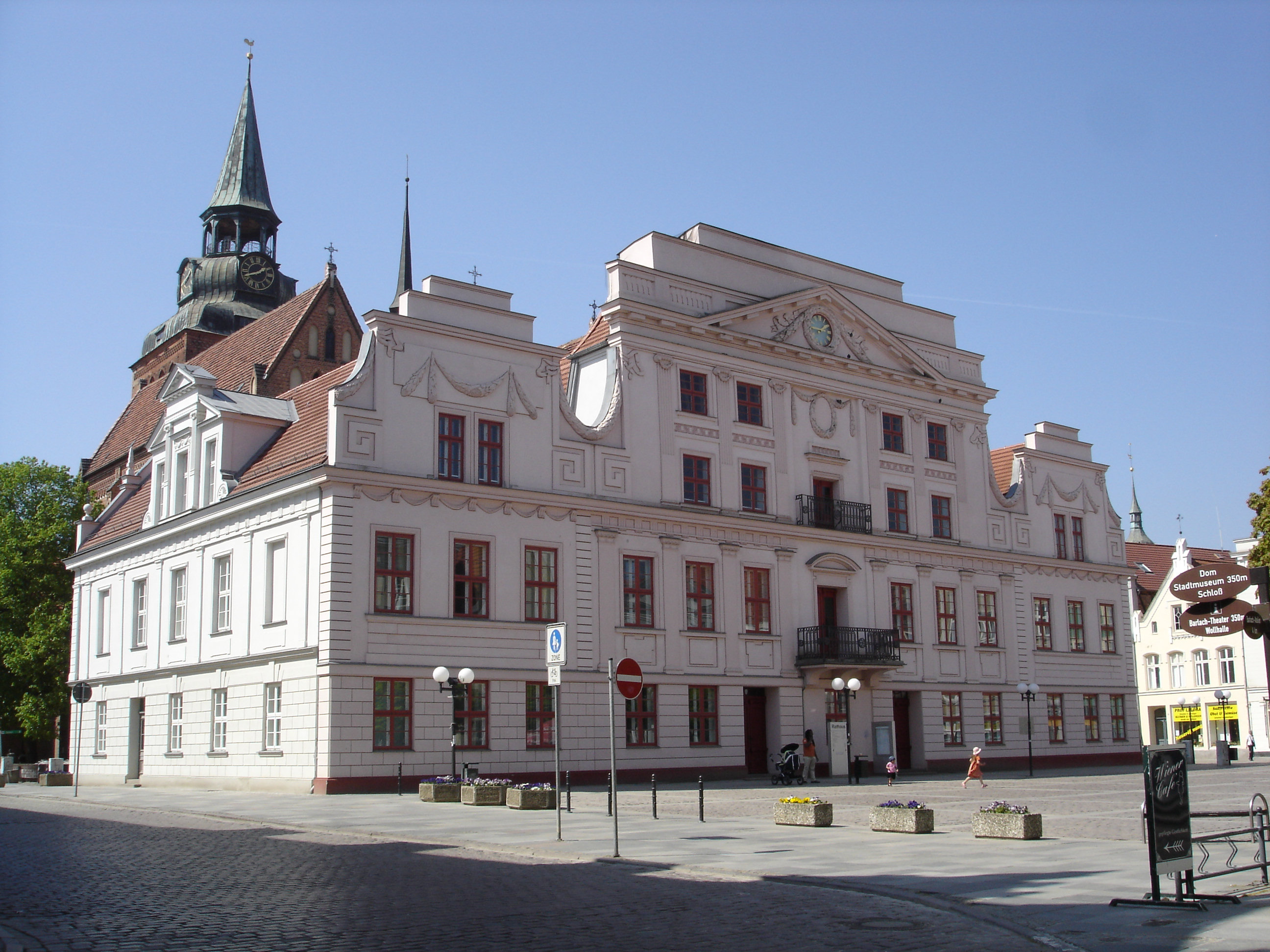
Rathaus in Güstrow

Nach der Maurerlehre 1778 bis 1781 ging David Anton Kufahl auf Wanderschaft über Berlin nach St. Petersburg. Unter der Zarin Katharina II. entstanden in diesen Jahren viele prachtvolle Residenz- und Bürgerhäuser in der aufstrebenden Metropole. Hier sammelte Kufahl Erfahrungen und war von den repräsentativen Bauten, aber auch von den eleganten, schlichten Wohnhäusern der wohlhabenden Petersburger beeindruckt. Anschließend reiste er nach Dänemark, hier war er von 1787 bis 1790 Mitglied der Maurerzunft. In diesen Jahren besuchte er die Kunstakademie in Kopenhagen und studierte Architektur. Danach setzte Kufahl seine Studien in Berlin bei David Gilly, einem der Wegbereiter des Klassizismus in Deutschland, fort. Er ließ sich im mecklenburgischen Güstrow nieder und erhielt den Auftrag, das zu klein gewordene Rathaus der Stadt umfassend umzubauen und zu erweitern. 1797/98 wurde aus vier Giebelhäusern das neue Rathaus gestaltet. 1804 bis 1808 baute er die Häuser Am Markt 17 und 33. Es gelang Kufahl, durch klare und strenge Gliederung frühe klassizistische Elemente zu verwenden, die zwar die Berliner Schule zeigen, aber durchaus eine eigenständige Sprache sprechen.
Die Aufgaben in Güstrow waren für den umtriebigen Meister nicht ausreichend, er war 1809 bis 1811 als Amtszimmerer- und Maurermeister in Schwerin, von 1811 bis 1822 in Rostock und von 1822 bis zu seinem Tod 1831 in Wismar tätig. In seinen letzten Lebensjahren war David Anton Kufahl verstärkt sozial tätig, so gründete er 1825 in Wismar eine Sonntagsschule für Bauhandwerker, deren Konzept sich für die Ausbildung des Handwerkernachwuchses bewährte und auch in vielen Orten Deutschlands Verbreitung fand.